# Amphicnemis martini
Amphicnemis martini – gatunek ważki z rodziny łątkowatych (Coenagrionidae).